# Otavaloa pasco
Otavaloa pasco is een spinnensoort uit de familie trilspinnen (Pholcidae). De soort komt voor in Peru.